# Obeid al-Dosari
Obeid al-Dosari (en arabe : عُبيد الدوسري), né le 2 octobre 1975 à un lieu inconnu en Arabie saoudite, est un footballeur international saoudien, qui évoluait au poste d'attaquant.